# Estelle Bachelard
Pour les articles homonymes, voir Bachelard (homonymie) et Bach (homonymie).
Estelle Bachelard, alias Bach, est une graphiste, illustratrice et autrice de bande dessinée québécoise née le 12 novembre 1988 au Québec.

## Biographie
Estelle Bachelard passe par l'école secondaire de La Courvilloise de Beauport puis elle étudie le graphisme au Cégep de Sainte-Foy, dont elle sort diplômée en 2009. Entrée comme stagiaire chez Frima Studio, elle y travaille cinq ans comme artiste 2D. En parallèle, elle effectue des commandes d'illustration. Après avoir perdu son emploi au studio pour motifs économiques, elle s'établit en indépendante. 
En 2012, elle ouvre sa page Facebook pour y diffuser ses dessins qui, en 2014, sont publiés dans un album humoristique « à saveur autobiographique » chez Mécanique générale sous le titre C'est pas facile d'être une fille,. Un deuxième tome paraît en 2015. En parallèle, Bach illustre des livres pour enfants, comme Les Filles modèles écrit par Marie Potvin, et accepte d'autres collaborations. En 2016, s'associant à l'humoriste Anne-Marie Dupras, elle signe le dessin de Moments de Maman, issu de sketches humoristiques sur sa famille monoparentale diffusés en websérie. La même année, elle livre Chasses amoureuses sur un scénario de Mia Caron, un « petit guide illustré pour inciter tout le monde à aller à la rencontre des autres ».
En 2018, elle collabore avec India Desjardins pour dessiner un album intitulé Ma vie avec un scientifique : la fertilité ; les deux autrices y évoquent avec humour un couple infertile qui s'engage dans un traitement pour y remédier,.

## Œuvres

### Illustration
- Les Filles modèles, texte de Marie Potvin, Kennes Éditions

1. Guerre froide, 2015  (ISBN 978-2-8758-0160-9)
2. Amitiés toxiques, 2015  (ISBN 9782875801852)
3. SOS Cendrillon, 2016  (ISBN 978-2-8758-0254-5)
4. Le Garçon Oublié, 2018

- Chasses amoureuses. Trapper l'humain dans son habitat naturel (dessin), scénario de Mia Caron, La Courte Échelle, coll. Parfum d'encre, 2016  (ISBN 978-2-924251-14-0)

### Bande dessinée
- C'est pas facile d'être une fille (scénario, dessin et couleur), Mécanique générale

1. C'est pas facile d'être une fille, 2014  (ISBN 978-2-922827-59-0)
2. Tout va bien aller, 2015  (ISBN 978-2-922827-73-6)

- Moments de Maman (dessin et couleurs), textes d'Anne-Marie Dupras, Les Éditions de l'Homme, 2016  (ISBN 978-2-7619-4386-4)
- Supergroin (dessin et couleurs), texte de Carole Tremblay, Éditions de la Bagnole, coll. Mes albums à bulles

1. Supergroin contre le terrible verre d'eau, 2016  (ISBN 978-2-89714-175-2)
2. Supergroin contre l'épouvantable ouin! ouin!, 2017  (ISBN 978-2-89714-237-7)
3. Supergroin contre les infâmes mitaines, 2018  (ISBN 978-2-89714-320-6)

- Ma vie avec un scientifique : la fertilité, texte d'India Desjardins, Éditions de l'Homme, 2018   (ISBN 978-2-7619-4894-4)